# 百瀬文晃
百瀬文晃（ももせ　ふみあき、1940年7月30日（84歳） - ）は、キリスト教カトリック司祭、神学者。
東京生まれ。1961年イエズス会入会。上智大学文学部哲学科卒、1967年同大学院修士課程修了。ドイツ（当時：西ドイツ）のフランクフルト、チュービンゲン、ミュンヘンで神学研究。1970年フランクフルトで司祭叙階。1977年フランクフルト・聖ゲオルグ神学大学で神学博士号を取得。帰国後、上智大学神学部助教授、教授、神学部長。退任後、フィリピンのアテネオ・デ・マニラ大学神学部講師。

## 著書
- 『キリストを知るために カトリック要理解説』中央出版社 1985年
- 『イエス・キリストを学ぶ 下からのキリスト論』中央出版社 1986年
- 『キリストとその教会 カトリック要理解説』中央出版社 1988年
- 『キリスト教に問う 65のQ&A』女子パウロ会 1992年
- 『キリスト教の輪郭』女子パウロ会 1993年
- 『キリストに出会う 聖書の学びと内省』女子パウロ会 2001年
- 『キリスト教概説 1　キリスト教の原点』教友社 2004年
- 『キリスト教概説 2　キリスト教の本質と展開』教友社 2004年

### 共編著
- 『諸教派のあかしするキリスト 福音宣教と宗教教育の新しい視点』編 中央出版社 1991年
- 『聖書に見る教育の原点』編著 中央出版社 1992年
- 『女性と男性 キリスト教の性・教育・結婚の理解』井上英治共編 中央出版社 1993年
- 『イエス・キリストの再発見 信仰の理解を深めるために』編 中央出版社 1994年
- 『教会その本質と課題を学ぶ』編 サンパウロ 1995年
- 『カトリックとプロテスタント どこが同じで、どこが違うか』徳善義和共編 教文館 1998年
- 『キリスト教の神学と霊性 今日どのように信仰を生きるか』佐久間勤共編 サンパウロ 1999年

### 翻訳
- イグナス・レップ『新世界 師ティヤール・ド・シャルダンとわが心の遍歴』アンセルモ・マタイス共訳 桂書房 新世界叢書 1967年
- カール・ラーナー『キリスト教とは何か 現代カトリック神学基礎論』エンデルレ書店 1981年
- エドワード・ノーマン『「図説」ローマ・カトリック教会の歴史』監修 月森左知訳 創元社 2007年

## 論文
- Cinii

## 注
1. ↑  『現代日本人名録』